# Metodo Spaak

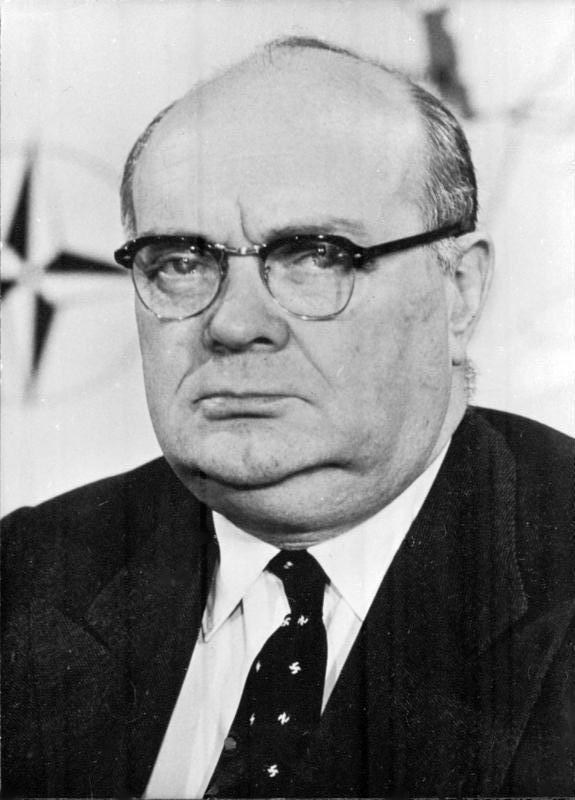
Paul-Henri Spaak

Il nome del metodo di negoziazione Spaak deriva da quello del politico belga Paul-Henri Spaak, che lo applicò durante la conferenza intergovernativa sul Mercato europeo comune e l'Euratom del 1956, tenutasi presso il Castello di Val Duchesse, per preparare il Trattato di Roma del 1957.

## Descrizione
La maggior parte dei negoziati si tenne prima della Conferenza intergovernativa, con il Comitato Spaak incaricato di fare l'agenda per la conferenza della Val Duchesse. 
La relazione finale del comitato fece da base del trattato approvato successivamente a Roma. In questo modo il ruolo dei lavori del comitato risultò preponderante, mentre la conferenza vera e propria servì solo a rinegoziare dettagli, in vista dell'approvazione.
Questo metodo fu applicato dal "comitato Delors" nel 1988-1989 per la delineazione definitiva dell'Unione economica e monetaria.